# Francesina
Francesina (Alias French Gertie) è un film muto del 1930 diretto da George Archainbaud. Prodotto dalla RKO Radio Pictures, aveva come interpreti principali Bebe Daniels e Ben Lyon e fu il primo film in cui i due attori (che si sarebbero sposati poco dopo) apparvero insieme.
La sceneggiatura di Wallace Smith si basa su The Chatterbox, lavoro teatrale di Bayard Veiller che era già stato portato sullo schermo nel 1925 con Smooth as Satin, un film di John Ince con Evelyn Brent e Bruce Gordon.

## Trama

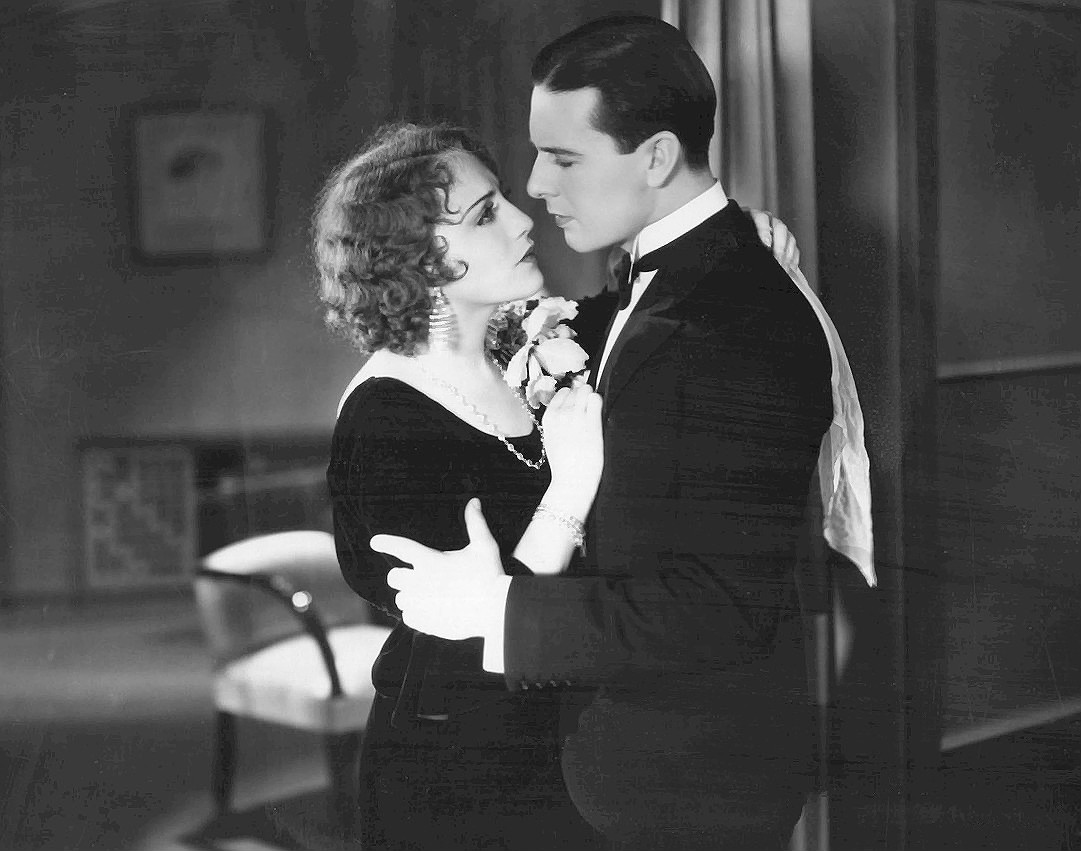
Bebe Daniels e Ben Lyon

Marie è una ladra: fingendo di essere una cameriera francese, riesce ad arrivare alla cassaforte della casa dove si è fatta assumere. Ma, mentre sta per svaligiarla, viene sorpresa da Jimmy Hartigan mani leggere, un altro ladro, che le porta via i gioielli. I due stanno per dividersi il bottino, quando arriva la polizia. Jimmy, dopo avere nascosto Marie, si prende la colpa della rapina e viene arrestato, suscitando l'ammirazione di Marie per il suo bel gesto. Così quando, scontata la pena, esce di galera, Marie - che ora si fa chiamare Gertie - si mette in società con lui. Dopo diverse rapine, Marie, che vuole ritirarsi dagli "affari" e rigare diritto, convince Jimmy a investire i loro soldi nella società dei Watson, i loro vicini di casa. Questi ultimi, però, si riveleranno dei truffatori e Jimmy perderà tutto il denaro che loro due avevano messo da parte. Decide allora di tornare a fare lo scassinatore e di rapinare la casa dove lavorava Marie come cameriera. Lei riuscirà a riportarlo sulla retta via, anche per mezzo di Kelcey, un detective, che li lascia andare via liberi consigliandoli di ravvedersi diventando onesti.

## Produzione
Il film, prodotto dalla RKO Radio Pictures, venne girato con il titolo di lavorazione Smooth as Satin.

## Distribuzione
Il copyright del film, richiesto dalla RKO Productions, Inc., fu registrato il 20 aprile 1930 con il numero LP1273.

Distribuito dalla RKO Radio Pictures, il film fu presentato in prima a New York l'11 aprile, uscendo poi nelle sale il 20 aprile 1930. Nel 1930, fu distribuito in Irlanda (10 ottobre, con il titolo Love Finds a Way) e Svezia (6 dicembre, come Franska Gertie). Nel 1931, in Spagna (23 marzo, a Madrid, con il titolo La francesita) e in Italia, con il visto di censura numero 26538. Nel 1932, in Francia (25 marzo, con il titolo Une perle rare).